# لیم کوک تای
لیم کوک تای، (به انگلیسی: Lim Kok Thay) (زاده ۱۹۵۱) کارآفرین و مدیر ارشد اجرایی مالزیایی است، که در حال حاضر به‌عنوان مدیر عامل اجرایی شرکت جنتینگ فعالیت می‌نماید. وی دومین پسر بنیانگذار جنتینگ؛ لیم گوه تونگ می‌باشد. لیم کوک تای در سال ۲۰۱۳ با دارایی بالغ بر ۶ میلیارد دلار، در رتبه سوم از ثروتمندترین افراد مالزی قرار گرفت.